# Ishii (Giappone)
Ishii (石井町?) è una cittadina giapponese della prefettura di Tokushima.